# Horn Culture
Albums de Sonny Rollins
Next Album
(1972) Sonny Rollins in Japan
(1973)
Horn Culture est un album du saxophoniste ténor Sonny Rollins qui paraît en 1973 sur le label Milestone. Rollins est accompagné par le pianiste Walter Davis, le guitariste japonais Yoshiaki Masuo, le contrebassiste Bob Cranshaw, par David Lee à la batterie et James Mtume aux percussions.

## Contexte
Horn Culture est le deuxième album de Rollins enregistré pour ce label et fait suite à Next Album paru en 1972, un disque prometteur et remarqué. L'album réuni à nouveau diverses idées du précédent.

## Titres
L'album contient deux compositions de Rollins, trois standards et un morceau de Mtune. Dès le premier morceau Pictures in the Reflection of a Golden Horn, Rollins a recours à l'overdubbing, une nouvelle possibilité offerte par l'électronique à cette époque, ce qui préfigure une autre approche au cours des années suivantes. En conséquence, Rollins est parfois entendu sur plus d'un saxophone. Ainsi sur le titre suivant, Sais, composé par Mtune et sur lequel Rollins joue également au saxophone soprano, certains passages donnent l'impression qu'il joue simultanément avec les deux instruments. L'auteur Richard Palmer écrit que ce « morceau est plein d'intérêt, mais ses douze minutes ne sont pas toujours exempts de sérieux, et comme c'est une interprétation à évaluer, bien que certains effets de Rollins sur les deux saxophones sont remarquables, il est un peu épuisé par moments. ». Le titre Notes for Eddie est davantage une composition funk axée autour des interprétations du saxophoniste et du guitariste Masuo. Palmer déclare que God Bless the Child et Good Morning Heartache sont « sans doute les deux meilleures pistes, certainement les plus élégantes », un sentiment également partagé par le critique Scott Yanow. Sur la première, que Rollins a déjà jouée sur l'album The Bridge onze ans plus tôt, il explore ici davantage le sentiment de tristesse soulevé par le thème central de cette composition interprétée en 1941 par Billie Holiday.
| N° | Titre                                       | Compositeur                                     | Durée |
| -- | ------------------------------------------- | ----------------------------------------------- | ----- |
| 1. | Pictures in the Reflection of a Golden Horn | Sonny Rollins                                   | 4:47  |
| 2. | Sais                                        | James Mtune                                     | 11:47 |
| 3. | Notes for Eddie                             | Sonny Rollins                                   | 7:49  |
| 4. | God Bless the Child                         | Arthur Jr. Herzog, Billie Holiday               | 5:37  |
| 5. | Love Man                                    | Jimmy Davis, Roger "Ram" Ramirez, James Sherman | 9:22  |
| 6. | Good Morning Heartache                      | Ervin Drake, Dan Fisher, Irene Higginbotham     | 8:18  |

## Enregistrement
Les morceaux sont enregistrés en trois sessions d'enregistrement au C I Recording à New York  en avril, juin et juillet 1973. Enregistrements supplémentaires aux Fantasy Studios à Berkeley (Californie) en juin 1973.
| Musicien            | Instrument                 | Titre |  | Équipe technique |                      |
| ------------------- | -------------------------- | ----- |  | ---------------- | -------------------- |
| Sonny Rollins       | saxophone ténor et soprano | 1 — 6 |  | Orrin Keepnews   | producteur           |
| Walter Davis junior | piano                      | 1 — 6 |  | Tony Lane        | direction artistique |
| Bob Cranshaw        | basse électrique           | 1 — 6 |  | Jim Stern        | ingénieur            |
| Yoshiaki Masuo      | guitare                    | 1 — 6 |  | Arnold Newman    | photographie         |
| David Lee           | batterie                   | 1 — 6 |  |                  |                      |
| James Mtume         | percussions                | 1 — 5 |  |                  |                      |